# 秋生薹草
秋生薹草（学名：Carex autumnalis），为莎草科薹草属下的一个植物种。分布在日本以及中国大陆的福建、浙江等地，多生在山沟阴处。